# Cardiocondyla jacquemini
Cardiocondyla jacquemini é uma espécie de formiga do gênero Cardiocondyla, pertencente à subfamília Myrmicinae.